# Deggendorf
Deggendorf là một thị xã ở bang Bayern, là thủ phủ của huyện Deggendorf.
Các bằng chứng về định cư con người ở khu vực này 8000 năm trước được tìm thấy gần Danube. Deggendorf đã là nơi có trại DP dành cho người tị nạn Do Thái sau thế chiến 2II, có thế chứ 2000 người tị nạn. Trại này đóng cửa ngày 15 tháng 6 năm 1949.